# Constante física
Uma constante física é uma grandeza física que acredita-se ser tanto geral na natureza quanto constante no tempo. Pode ser comparada com uma constante matemática, que é um valor numérico fixo mas não envolve diretamente qualquer medida física.
Existem muitas constantes físicas na ciência, algumas das mais reconhecidas sendo a velocidade da luz no vácuo {\displaystyle c}, a constante gravitacional {\displaystyle G}, a constante de Planck {\displaystyle h} e a carga elementar {\displaystyle e}. Constantes físicas podem tomar diversas formas dimensionais, podendo ser dimensionais, como a velocidade da luz, ou adimensionais, como a constante de estrutura fina {\displaystyle \alpha }.

## O quão constantes são as constantes físicas?
A partir de 1937 com Paul Dirac, alguns cientistas começaram a especular a possibilidade de as constantes físicas decrescerem proporcionalmente à idade do universo. Experimentos científicos ainda não apontaram evidências definitivas de que isso seja verdade, apesar de eles terem colocado limites superiores na máxima variação relativa possível por ano com valores muito baixos (por volta de {\displaystyle 10^{-5}} por ano para a constante de estrutura fina {\displaystyle \alpha } e {\displaystyle 10^{-11}} para a constante gravitacional {\displaystyle G}).

## Valores de algumas constantes físicas

### Constantes físicas fundamentais
| Quantidade                        | Símbolo                                     | Valor                                                                |
| --------------------------------- | ------------------------------------------- | -------------------------------------------------------------------- |
| Velocidade da luz                 | {\displaystyle c\,}                         | {\displaystyle 299792458~m\cdot s^{-1}}                              |
| Constante de gravitação universal | {\displaystyle G\,}                         | {\displaystyle 6,67428\cdot 10^{-11}~m^{3}\cdot kg^{-1}\cdot s^{-2}} |
| Constante de Planck               | {\displaystyle h\,}                         | {\displaystyle 6,62606896\cdot 10^{-34}J\cdot s}                     |
| Constante reduzida de Planck      | {\displaystyle \hbar ={\frac {h}{(2\pi )}}} | {\displaystyle 1,054571628\cdot 10^{-34}J\cdot s}                    |

### Constantes eletromagnéticas
| Quantidade                         | Símbolo                                                      | Valor                                                                                  |
| ---------------------------------- | ------------------------------------------------------------ | -------------------------------------------------------------------------------------- |
| Permeabilidade magnética no vácuo  | {\displaystyle \mu _{0}\,}                                   | {\displaystyle 4\pi \cdot 10^{-7}~N\cdot A^{-2}=1,256637061\cdot 10^{-6}N\cdot A^{-2}} |
| Permissividade no vácuo            | {\displaystyle \epsilon _{0}={\frac {1}{(\mu _{0}c^{2})}}\,} | {\displaystyle 8,854187817\cdot 10^{-12}~F\cdot m^{-1}}                                |
| Impedância característica do vácuo | {\displaystyle Z_{0}=\mu _{0}c\,}                            | {\displaystyle 376,730313461~\Omega }                                                  |
| Constante de Coulomb               | {\displaystyle \kappa ={\frac {1}{4\pi \epsilon _{0}}}\,}    | {\displaystyle 8,9875517874\cdot 10^{9}N\cdot m^{2}\cdot C^{-2}}                       |
| Carga elementar                    | {\displaystyle e\,}                                          | {\displaystyle 1,602176634\cdot 10^{-19}C}                                             |
| Magneton de Bohr                   | {\displaystyle \mu _{B}={\frac {e\hbar }{2m_{e}}}}           | {\displaystyle 927,400915\cdot 10^{-26}J\cdot T^{-1}}                                  |

### Constantes atômicas e nucleares
| Quantidade                  | Quantidade                  | Símbolo                                                                                               | Valor                                         |
| --------------------------- | --------------------------- | --- | --------------------------------------------- |
| Raio de Bohr                | Raio de Bohr                | {\displaystyle a_{0}={\frac {\alpha }{4\pi R_{\infty }}}\,}                                           | {\displaystyle 0,5291772108\cdot 10^{-10}m}   |
| Raio clássico do elétron    | Raio clássico do elétron    | {\displaystyle r_{e}={\frac {e^{2}}{4\pi \epsilon _{0}m_{e}c^{2}}}\,}                                 | {\displaystyle 2,8179402894\cdot 10^{-15}m}   |
| Massa do elétron            | Massa do elétron            | {\displaystyle m_{e}\,}                                                                               | {\displaystyle 9,10938215\cdot 10^{-31}{kg}}  |
| Constante de estrutura fina | Constante de estrutura fina | {\displaystyle \alpha ={\frac {\mu _{0}e^{2}c}{(2h)}}={\frac {e^{2}}{(4\pi \epsilon _{0}\hbar c)}}\,} | {\displaystyle 7,2973525376\cdot 10^{-3}}     |
| Energia de Hartree          | Energia de Hartree          | {\displaystyle E_{h}=2R_{\infty }hc\,}                                                                | {\displaystyle 4,35974417\cdot 10^{-18}J}     |
| Massa do próton             | Massa do próton             | {\displaystyle m_{p}\,}                                                                               | {\displaystyle 1,672621637\cdot 10^{-27}{kg}} |
| Constante de Rydberg        | Constante de Rydberg        | {\displaystyle R_{\infty }={\frac {\alpha ^{2}m_{e}c}{2h}}\,}                                         | {\displaystyle 10973731,568525~m^{-1}}        |

### Constantes físico-químicas
| Quantidade                              | Quantidade                                                      | Símbolo | Valor (Unidades do SI)                                                    | Incerteza padrão relativa         |
| --------------------------------------- | --------------------------------------------------------------- | --- | ------------------------------------------------------------------------- | --------------------------------- |
| Constante de massa atômica              | Constante de massa atômica                                      | {\displaystyle m_{\mathrm {u} }=1\,\mathrm {u} \,} | {\displaystyle 1.660538921(73)\cdot 10^{-27}~{kg}}                        | {\displaystyle 4.4\cdot 10^{-8}}  |
| Constante de Avogadro                   | Constante de Avogadro                                           | {\displaystyle N_{\mathrm {A} },L\,} | {\displaystyle 6.02214129(27)\cdot 10^{23}~{mol}^{-1}}                    | {\displaystyle 4.4\cdot 10^{-8}}  |
| Constante de Boltzmann                  | Constante de Boltzmann                                          | {\displaystyle k=k_{\mathrm {B} }={\frac {R}{N_{\mathrm {A} }}}\,} | {\displaystyle 1.3806488(13)\cdot 10^{-23}~J\cdot K^{-1}}                 | {\displaystyle 9.1\cdot 10^{-7}}  |
| Constante de Faraday                    | Constante de Faraday                                            | {\displaystyle F=N_{\mathrm {A} }e\,} | {\displaystyle 96485.3365(21)C\cdot {mol}^{-1}}                           | {\displaystyle 2.2\cdot 10^{-8}}  |
| Primeira constante da radiação          |                                                                 | {\displaystyle c_{1}=2\pi hc^{2}\,} | {\displaystyle 3.74177153(17)\cdot 10^{-16}~W\cdot m^{2}}                 | {\displaystyle 4.4\cdot 10^{-8}}  |
| Primeira constante da radiação          | para radiação espectral                                         | {\displaystyle c_{\mathrm {1L} }\,} | {\displaystyle 1.191042869(53)\cdot 10^{-16}~W\cdot m^{2}\cdot {sr}^{-1}} | {\displaystyle 4.4\cdot 10^{-8}}  |
| Constante de Loschmidt                  | em {\displaystyle T=273.15K} e {\displaystyle p=101.325{kPa}}   | {\displaystyle n_{0}={\frac {N_{\mathrm {A} }}{V_{\mathrm {m} }}}\,} | {\displaystyle 2.6867805(24)\cdot 10^{25}m^{-3}}                          | {\displaystyle 9.1\cdot 10^{-7}}  |
| Constante universal dos gases perfeitos | Constante universal dos gases perfeitos                         | {\displaystyle R\,} | {\displaystyle 8.3144621(75)J\cdot K^{-1}\cdot {mol}^{-1}}                | {\displaystyle 9.1\cdot 10^{-7}}  |
| Constante molar de Planck               | Constante molar de Planck                                       | {\displaystyle N_{\mathrm {A} }h\,} | {\displaystyle 3.9903127176(28)\cdot 10^{-10}~J\cdot s\cdot {mol}^{-1}}   | {\displaystyle 7.0\cdot 10^{-10}} |
| volume molar de um gás ideal            | em {\displaystyle T=273.15~K} e {\displaystyle p=100~{kPa}}     | {\displaystyle V_{\mathrm {m} }={\frac {RT}{p}}\,} | {\displaystyle 2.2710953(21)\cdot 10^{-2}m^{3}\cdot {mol}^{-1}}           | {\displaystyle 9.1\cdot 10^{-7}}  |
| volume molar de um gás ideal            | em {\displaystyle T=273.15~K} e {\displaystyle p=101.325~{kPa}} | {\displaystyle V_{\mathrm {m} }={\frac {RT}{p}}\,} | {\displaystyle 2.2413968(20)\cdot 10^{-2}m^{3}\cdot {mol}^{-1}}           | {\displaystyle 9.1\cdot 10^{-7}}  |
| Constante de Sackur-Tetrode             | em {\displaystyle T=1~K} e {\displaystyle p=100~{kPa}}          | {\displaystyle {\frac {S_{0}}{R}}={\frac {5}{2}}} {\displaystyle +\ln \left[{\bigg (}{\frac {2\pi m_{\mathrm {u} }kT}{h^{2}}}{\bigg )}^{\frac {3}{2}}{\frac {kT}{p}}\right]} | {\displaystyle -1.1517078(23)}                                            | {\displaystyle 2.0\cdot 10^{-6}}  |
| Constante de Sackur-Tetrode             | em {\displaystyle T=1~K} e {\displaystyle p=101.325~{kPa}}      | {\displaystyle {\frac {S_{0}}{R}}={\frac {5}{2}}} {\displaystyle +\ln \left[{\bigg (}{\frac {2\pi m_{\mathrm {u} }kT}{h^{2}}}{\bigg )}^{\frac {3}{2}}{\frac {kT}{p}}\right]} | {\displaystyle -1.1648708(23)}                                            | {\displaystyle 1.9\cdot 10^{-6}}  |
| Segunda constante de radiação           | Segunda constante de radiação                                   | {\displaystyle c_{2}={\frac {hc}{k}}\,} | {\displaystyle 1.4387770(13)\cdot 10^{-2}~m\cdot K}                       | {\displaystyle 9.1\cdot 10^{-7}}  |
| Constante de Stefan-Boltzmann           | Constante de Stefan-Boltzmann                                   | {\displaystyle \sigma ={\frac {\pi ^{2}k^{4}}{60\hbar ^{3}c^{2}}}} | {\displaystyle 5.670373(21)\cdot 10^{-8}~W\cdot m^{-2}\cdot K^{-4}}       | {\displaystyle 3.6\cdot 10^{-6}}  |
| Constante de dispersão de Wien          | Constante de dispersão de Wien                                  | {\displaystyle b_{energia}={\frac {hck^{-1}}{4.965114231\cdot \cdot \cdot }}}                                                                                                | {\displaystyle 2.8977721(26)\cdot 10^{-3}~m\cdot K}                       | {\displaystyle 9.1\cdot 10^{-7}}  |